# Monte Stello (navire)
Cet article a pour sujet le cargo de la SNCM nommé Monte Stello. Pour le sommet corse, voir Monte Stello .
Le Monte Stello est un navire mixte ayant appartenu à la SNCM. Construit de 1978 à 1979 aux Ateliers et chantiers du Havre (ACH), il est mis en service en septembre 1979. Affecté dans un premier temps au transport de fret entre Marseille et la Corse, il sera aménagé pour transporter des passagers en 1988. Sérieusement endommagé après s'être échoué au large de La Maddalena le 1er janvier 1994, il est vendu à la société lituanienne LISCO en 1996 et renommé Palanga. Cédé de nouveau en 2006, il intègre la flotte de la compagnie néo-zélandaise Strait Shipping qui lui rend son nom d'origine. Exploité sur les lignes inter-îles néo-zélandaises, il est finalement retiré du service en 2011 puis démoli à Alang l'année suivante.

## Histoire

### Origines
Au bout d’un an d’exercice, la direction de la Société nationale maritime Corse-Méditerranée, tout comme de celle de la Compagnie méridionale de navigation, constate une augmentation constante du trafic fret entre le continent et la Corse, mettant en évidence l'insuffisance des moyens mis en œuvre. Pour pallier cette insuffisance, la SNCM affecte des navires supplémentaires selon les périodes, frétés habituellement à sa filiale Sudcargos ou affrète à l’armement Wallon entre juin et août 1977 le roulier Mulsanne disposant de 320 mètres linéaires de roll. Il apparaît impératif d’améliorer la capacité de la flotte des cargos rouliers desservant la Corse, sans pour autant augmenter le nombre de navires. D’ici 1979 doivent entrer en service un navire proposant 1 000 à 1 200 mètres linéaires et soit un navire identique, soit un navire proposant 900 mètres. En attendant, la SNCM et la CMN étudient des mesures transitoires pour assurer l’adaptation de renforts à la demande. 
Dès mars 1978, le Ville d’Ajaccio de la CMN est retiré et remplacé par le Monte Cinto de 1969, affrété coque nue à la SNCM pour la desserte des ports secondaires. Celui-ci est remplacé par un cargo roulier affrété coque nue, le Grieg, appartenant à la Transbaltique, filiale de la CGM.
En parallèle, la CMN met à l’étude le remplacement par une unité similaire à celle de la SNCM du Ville de Corte, à son tour affecté à la desserte des ports secondaires, entraînant le retrait et la vente du Monte Cinto.
Le futur navire de la SNCM desservira Bastia, le Monte Rotondo étant déplacé sur Ajaccio. Après autorisation des autorités de tutelle et appel d’offres international lancé auprès des chantiers, la SNCM passe la commande de son futur cargo roulier auprès des Ateliers et Chantiers du Havre le 20 décembre 1977, la CMN fera de même pour un navire jumeau le 19 décembre 1978. À l'instar des autres cargos de la compagnie, la future unité est nommée d'après un sommet corse, le Monte Stello, l'un des points culminants du Cap Corse.

### Construction
Le contrat de construction entre les ACH et la SNCM est signé le 20 décembre 1977. La mise sur cale a lieu le 27 avril 1978. Le navire est lancé le 29 décembre 1978. Outre sa grande capacité de roulage inédite sur la Corse, le Monte Stello se distingue également par sa capacité en passagers. Dès sa conception, le navire est prévu pour pouvoir accueillir 36 convoyeurs, compte tenu du développement du trafic des semi-remorques accompagnés. Or, la réglementation prévoit un nombre limité à douze pour ce type de navire. Il doit donc être construit selon les normes d’un paquebot et être dès lors considéré comme un ferry. Cela engendre alors la révision de la convention entre l’État et les compagnies. En effet, ce qui n’était que facilités offertes aux convoyeurs dans la mesure du disponible, devient, de fait, une obligation dont l’incidence financière (surcoût de la construction du navire) doit être compensée. Indépendamment de sa capacité, le Monte Stello innove également sur le plan technique avec un système de stabilisation anti-roulis par ailerons repliables conçus par les ACH, alors qu’il devait initialement être équipé de stabilisateurs AEG Denny Brown. Il est le premier navire français muni de ce type de stabilisateurs de construction française qui a nécessité une longue mise au point avant le lancement du navire. Les essais à la mer préliminaires ont lieu du 29 au 30 août 1979 et les essais officiels du 31 août au 1er septembre. Il est livré le 14 septembre 1979.

### Service
Le 14 septembre 1979, le Monte Stello quitte Le Havre à 18h00 pour Marseille. Il arrive pour la première fois dans son port d’attache le 19 septembre à 7h30. C’est le lendemain que le navire appareille, à 19h00, pour son premier voyage commercial, à destination de Bastia, sous les ordres du commandant Brun. Le 27 septembre à Marseille, le Monte Stello est présenté au monde maritime et baptisé par l’abbé Party, aumônier du port, à 11h30. La marraine étant Mme Villain, épouse de l’ancien inspecteur mécanicien de la compagnie. Grâce à sa vitesse, ce navire apporte une nouvelle amélioration dans les rotations sur Bastia, puisqu’il effectue la traversée en 12 heures et fait escale à Bastia de 7h00 à 19h00. 
Le 27 juin 1982, alors que le cargo avait appareillé exceptionnellement de Marseille à 12h00 pour L'Île-Rousse afin de transporter l’ensemble du matériel d’une fête foraine, le CrossMed demande de porter secours aux sept occupants de la vedette Philos. Celle-ci a coulé au large de la pointe de la Revellata, par vent de sud sud ouest force 7 à 8, et les naufragés dérivent sur des radeaux de survie au large de L'Île-Rousse. Ceux-ci sont recueillis sains et saufs à 23h15 et amenés à Bastia après l’escale à L'Île-Rousse.
Le 14 mai 1987, un contrat est signé entre la SNCM et les ACH, afin de modifier le navire et répondre ainsi aux conditions fixées par l’Office des transports corses pour la prochaine délégation de service public.
Les travaux de modification consistent à :
- l’augmentation de la capacité passagers devant passer de 36 à 102 personnes, ce qui nécessite la modification d’une partie des aménagements existants et l’adjonction d’un roof sur le pont passerelle arrière, de façon à installer les cabines et les sanitaires nécessaires, et à augmenter la capacité de restauration.
- le remplacement de l’élévateur arrière du garage par une rampe d'accès au pont supérieur identique à celle du Monte Cinto.

L’arrêt technique en vue des travaux de transformation débute le 14 janvier 1988 et se clôture le 15 mars par la visite de contrôle des Affaires maritimes. Les essais à la mer sont réalisés la veille, le 14 mars.
Le Monte Stello reprend par la suite son service sur la Corse le 18 mars sur Ajaccio.

#### Accident du1erjanvier 1994
Le 31 décembre 1993 au soir, le navire appareille de Marseille pour Porto-Vecchio. le voyage se déroule par mer calme, le Monte Stello aborde alors les Bouches de Bonifacio le 1er janvier. À bord se trouvent 61 passagers et 16 membres d’équipage, ainsi que 5 remorques de produits alimentaires et une vingtaine de voitures. Aux environs de 5h00 du matin le navire subit une avarie de radar, ce qui provoque une modification de la route du cargo qui entre dans les bouches plus au sud. C’est ainsi que peu après 6h00, après que le commandant ait tenté une ultime manœuvre consistant en l’échouage du navire (manœuvre volontaire, contrairement à un échouement), celui-ci se pose sur les rochers de l’îlot Barretini. Cependant, les conditions météo se dégradent. Un fort coup de vent se lève, malmenant le navire qui ne peut se dégager seul. Une ancre est mouillée pour éviter de dériver. Le CrossMed est mis en alerte et une cellule de crise est rapidement mise en place à l’aéroport de Figari, animée par le sous-préfet de Sartène. Un Super Frelon de la Marine nationale, basé à Saint-Mandrier-sur-Mer et un Puma-SAR de l’Armée de l’air, basé à Solenzara, sont dépêchés sur les lieux.
Pendant que les secours s’organisent, les passagers, dont 20 femmes et 13 enfants, rassurés par l’équipage, sont tous regroupés avec leur gilet de sauvetage dans la salle du bar.
Dès 9h00, la première évacuation commence, avec une femme et son bébé à bord d’une nacelle. Puis un membre d’équipage du Super Frelon descend à bord pour hélitreuiller un par un chaque passager, alors que le vent atteint en rafales 140km/h. Lors de cette première opération, les femmes et les enfants peuvent ainsi rejoindre la terre ferme.
Les rotations depuis l’aéroport de Figari et les hélitreuillages se succèdent : six passagers, dont un commotionné et un autre souffrant de problèmes cardiaques, sont d’abord évacués, puis seize autres et enfin les derniers passagers ainsi que des membres d’équipage. Tous sont recueillis et réconfortés dans les locaux de l’aéroport, aucun mouvement d’angoisse ou de panique n’est constaté, grâce à l’extrême compétence de tous les intervenants.
Pendant ce temps-là, le commandant et neuf membres d’équipage prennent les dispositions nécessaires pour écarter tout risque de pollution et évaluent les dégâts. Ceux-ci s’avèrent importants : la coque est déchirée sur 65 mètres et le navire, noyé jusqu’au pont-garage, accuse une gîte de 25 à 30°.
Un temps attendus, deux remorqueurs italiens, L’Impetuoso et le Vincenzo Onorato, ne viendront pas, car, le remorquage comporte trop de risques pour le bâtiment.
Vers 17h00, le commandant et les 9 membres d’équipage ainsi qu’un chien découvert dans une voiture, sont évacués par un Sea King de l’armée italienne et déposés aux environs de La Maddalena.
Après que la SNCM a annoncé qu’elle abandonnait le navire celui-ci est juridiquement devenu une épave. Une fois les opérations de renflouement du navire réalisées, le 2 mai suivant, il est devenu la propriété des deux sociétés de renflouage : une société néerlandaise, la Smit Tak et une société italienne, Neri.

#### Reprise du service
À la suite de son renflouement, le Monte Stello est vendu à Rutelag Askoy-Bergen, en Norvège et est réparé à Trondheim.
En 1996, il est une première fois vendu à Marigold Shipping Co.Ltd, puis par la suite à la compagnie lituanienne Lithuanien Shipping Company . Il est alors renommé Palanga et navigue essentiellement en Mer Baltique au départ de la ville de Klaipėda à destination de l'Allemagne et de la Suède. À partir de 2001, le navire est transféré à la filiale Lisco Baltic Services.
En 2004, il passe sous les couleurs de la compagnie danoise DFDS Tor Lines et navigue dans un premier temps entre le Danemark et le Royaume-Uni puis entre l'Allemagne et la Lettonie.
En 2005, il est affrété par la compagnie espagnole Trasmediterranea et navigue aux Îles Canaries. 
À la fin de l’année, le Palanga est vendu à la compagnie néo-zélandaise Strait Shipping. Le navire retrouve son nom d'origine, Monte Stello, puis quitte la Méditerranée en janvier 2006 pour rejoindre la Nouvelle-Zélande, passant par le canal de Panama et effectuant une escale à Tahiti. Arrivé à destination, le Monte Stello entre en arrêt technique à Auckland. Il assure alors la liaison entre L'Île du Sud et L'Île du Nord, en compagnie du Santa Regina, ancien navire de la CMN.
En octobre 2011, le Monte Stello est vendu à une société chinoise et passe sous pavillon comorien. Il quitte le port de Wellington en décembre pour rejoindre le 2 février 2012 les plages du chantier de démolition d’Alang en Inde.

## Aménagements

### Locaux communs
À l'origine le Monte Stello n'était pas équipé pour le transport de passagers, cependant, les travaux de 1988 visant à transformer le cargo en navire mixte voient l'ajout d'installations. Ainsi, le navire est équipé d'un restaurant 76 places et d'un bar-salon de 60 places.

### Cabines
Le Monte Stello était initialement aménagé pour transporter 36 convoyeurs. Lors de la refonte de 1988, 45 cabines sont ajoutées dont 12 avec salles de bains.

## Caractéristiques
Le Monte Stello mesure 126,56 mètres de long pour 21,02 mètres de large, son tirant d'eau est de 5,85 mètres et sa jauge brute est de 11 630 UMS. Le navire peut embarquer 109 passagers et possède un garage de 970 mètres linéaires de roll pouvant également contenir quelques véhicules particuliers et accessible par une porte-rampe arrière de 12,50 mètres de long et 10 mètres de large. Il est entièrement climatisé. Il possède 2 moteurs diesel semi-rapides SEMT-Pielstick 12PC2/5V400 développant une capacité de 5 500 kW entraînant 2 hélices à pas orientable Lips faisant filer le bâtiment à plus de 19,5 nœuds. Le navire mixte est en outre doté d'un propulseur d’étrave Lips de 600 ch et de stabilisateur à ailerons repliables ACH. Le navire est pourvu de deux embarcations de sauvetages fermées de petite taille, complétées par de nombreux radeaux de survie.

## Lignes desservies
À sa mise en service, en 1979, le Monte Stello était affecté aux transports de marchandises entre les ports de Marseille et de Bastia. À partir de 1988, le navire transporte également des passagers. En 1984, le cargo mixte est déplacé sur la desserte d'Ajaccio au départ de Marseille. En 1988, le Monte Stello est affecté sur Porto-Vecchio.
Vendu en 1994 à la suite de son avarie, le navire ne reprend la mer qu'en 1996 pour le compte de l'armateur Lithuanien Shipping Company. Renommé Palanga le navire mixte assure les liaisons depuis le port lituanien de Klaipėda à destination de Kiel en Allemagne puis vers la capitale suédoise Stockholm à partir de 1997 et enfin, la ville de Karlshamn en 2001.
En 2004, le Palanga navigue entre le Danemark et le Royaume-Uni sur la ligne Esbjerg - Harwich puis entre l'Allemagne et la Lettonie sur la route Lübeck - Ventspils.
Fin 2004, le cargo mixte est affrété par la compagnie espagnole Trasmediterranea qui le fait naviguer entre Grande Canarie, Puerto del Rosario et Arrecife.
Vendu en décembre 2005 à la compagnie néo-zélandaise Strait Shipping, le Palanga retrouve le nom de Monte Stello et effectue la liaison entre l'Île du Sud et l'Île du Sud sur la ligne Wellington - Picton jusqu'en 2011.